# Troppa grazia, sant'Antonio!
Troppa grazia, sant'Antonio! è un'esclamazione, divenuta locuzione metaforica, che significa ottenere più di quanto si desidera, con risultati spesso non del tutto positivi.

## Origine
Si narra che un mercante, arricchitosi dopo una vita di stenti, realizzò finalmente il sogno della sua vita: comprare un cavallo (ma una variante parla di asino).  Quando però si trattò di montare in groppa, il mercante non riusciva a prendere lo slancio necessario, a causa delle sue gambe troppo corte. 
Dopo alcuni disperati tentativi, si rivolse a sant'Antonio - suo santo preferito - invocandone la grazia. Quindi, invaso da furor sacro, spiccò di nuovo il balzo, ma mise nell'operazione tanta forza che scavalcò addirittura la groppa dell'animale e cadde dall'altra parte a gambe all'aria. 
L'uomo si rivolse allora al santo, lamentandosi perché la grazia che gli aveva concessa era stata troppa.
Si dice anche nei confronti di chi, per troppa munificenza, mette in imbarazzo il destinatario di un dono o di un beneficio, oppure con ironia o sarcasmo quando il beneficio è talmente insperato che la stessa prospettiva di riceverlo eccede le speranze (in quest'ultimo caso si tende ad omettere la seconda parte della locuzione).